# پوباک
پوباک (به بلغاری: Pobak) یک منطقهٔ مسکونی در بلغارستان است که در تریاونا واقع شده‌است.